# Сондрестремівський центр дослідження верхньої атмосфери
Сондрестремівський центр дослідження верхньої атмосфери (англ. Sondrestrom Upper Atmospheric Research Facility) — колишня установа для дослідження іоносфери та атмосфери, розташована в Гренландії, приблизно за 15 км на захід від Канґерлуссуака. Центр працював з 1983 по 2018 рік.

## Історія
Іоносферний радар спочатку був побудований компанією SRI International у Стенфорді в Каліфорнії, потім перевезений до Чатаніки на Алясці, де він працював з листопада 1971 року по березень 1982 року, а в 1983 році його перевезли до Канґерлуссуак.
Радар експлуатувала SRI International для Національного наукового фонду США та Датського метеорологічного інституту. У центрі дослідження верхньої атмосфери працювало понад 20 приладів, більшість із яких досліджували верхні шари арктичної атмосфери. Центральним приладом закладу був радар некогерентного розсіювання L-діапазону із 32-метровою повністю рухомою антеною. У 2018 році об'єкт закрили й демонтували. Зараз SRI International використовує наступний арктичний радар IS під назвою Advanced Modular Uncoherent Scatter Radar.

## Галерея
Закритий заклад із забитими вікнами в листопаді 2020 року:

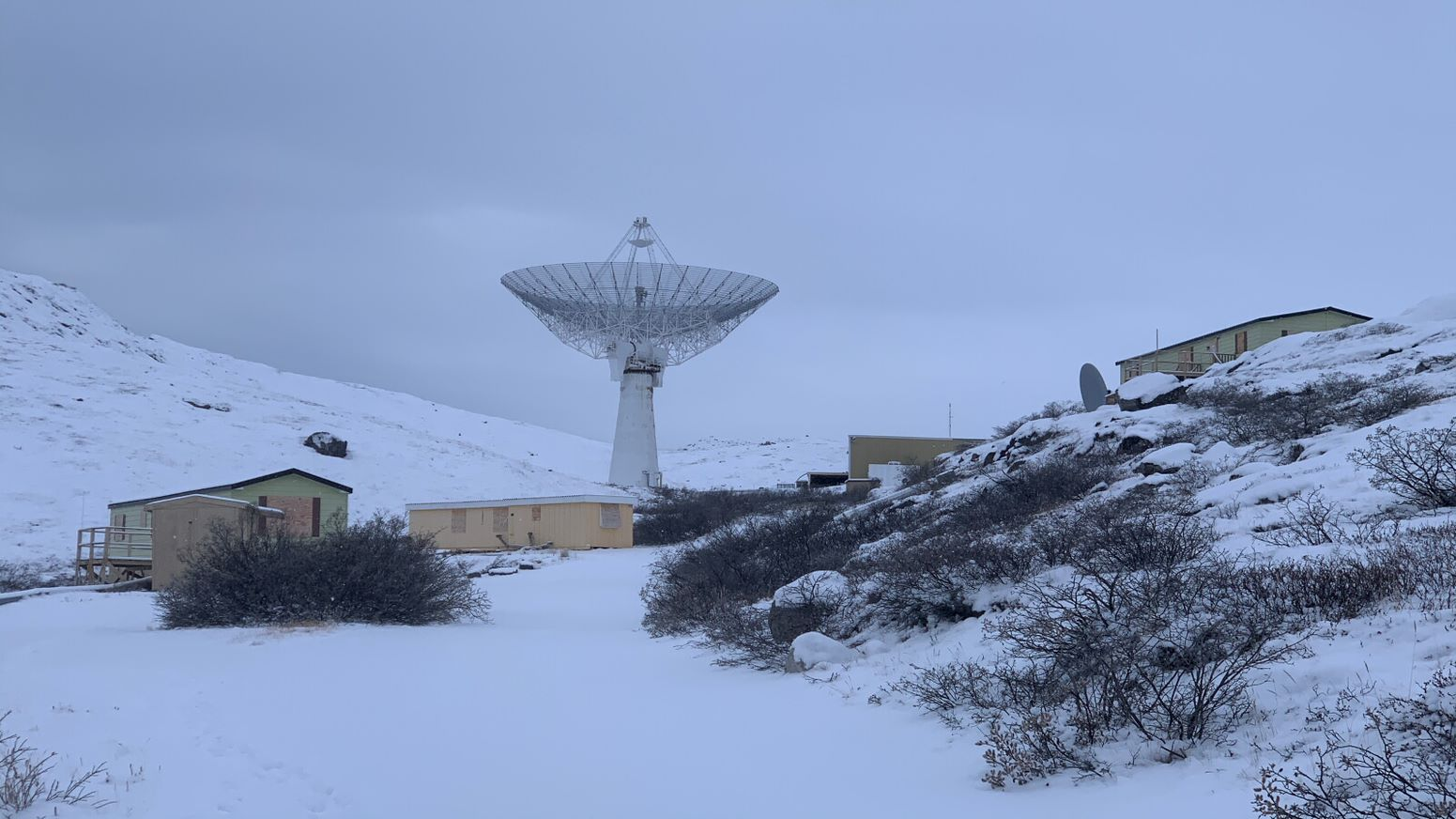
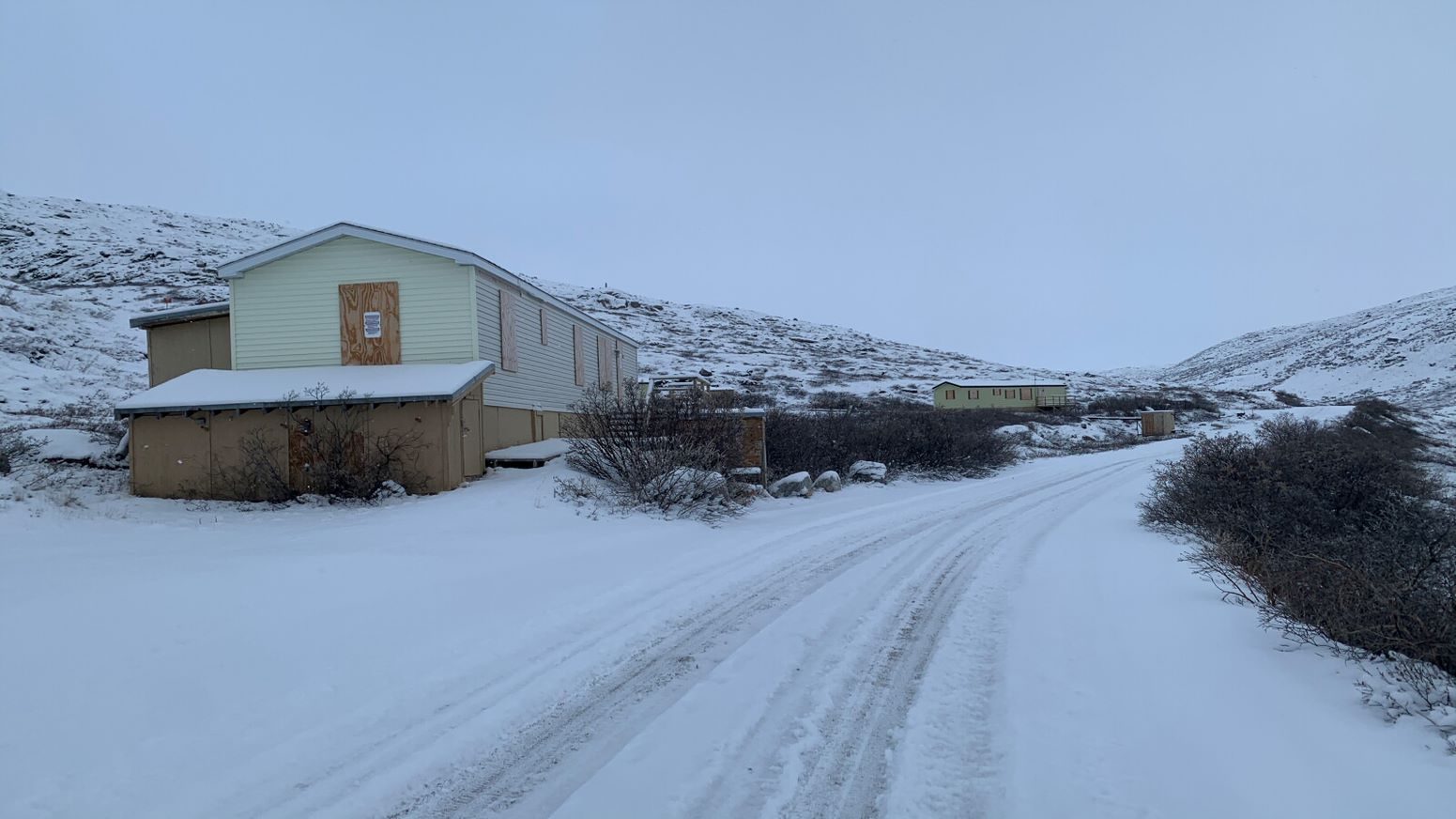
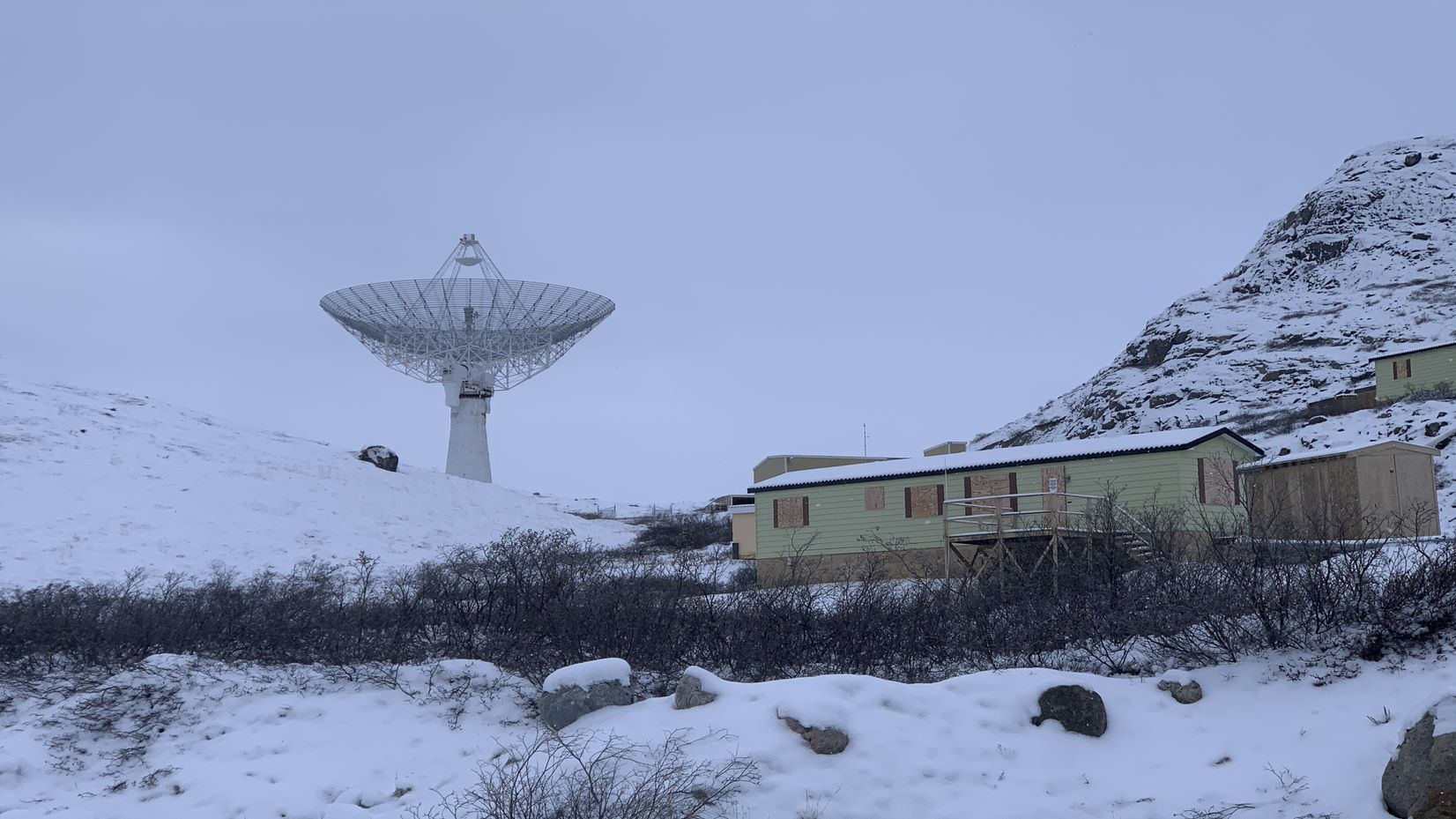
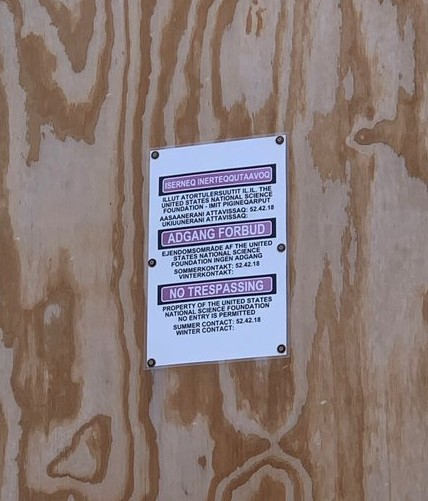